# 斯威德霍姆 (內布拉斯加州)
斯威德霍姆（英語：Swedehome）是位於美國內布拉斯加州波爾克縣的非建制地區。

## 歷史
斯威德霍姆的郵局於1883年設立，其後於1902年停運。

## 地理
斯威德霍姆所處的海拔為高於海平面524米（即1719英呎），而該地所採用的時區為UTC-6，即北美中部时区（CST）。同時該地設有夏令時間，為UTC-6調快一小時，即UTC-5（CDT）。